# إثيل فرانكلين بيتس
إثيل فرانكلين بيتس (بالإنجليزية: Ethel Franklin Betts) هي رسامة ورسامة توضيحية أمريكية، ولدت في 1878 في فيلادلفيا في الولايات المتحدة، وتوفي بنفس المكان في 1956.